# Glaphyra definita
Glaphyra definita là một loài bọ cánh cứng trong họ Cerambycidae.